# Heinrich und Franz Glaser
Die Firma Heinrich und Franz Glaser (kurz: H. & F. Glaser) war ein Bauunternehmen und Architekturbüro in Wien-Dornbach, das von den Architektenbrüdern Franz Glaser jun. und Heinrich Glaser 1886 gegründet wurde.

## Die Gründer und Firmeninhaber

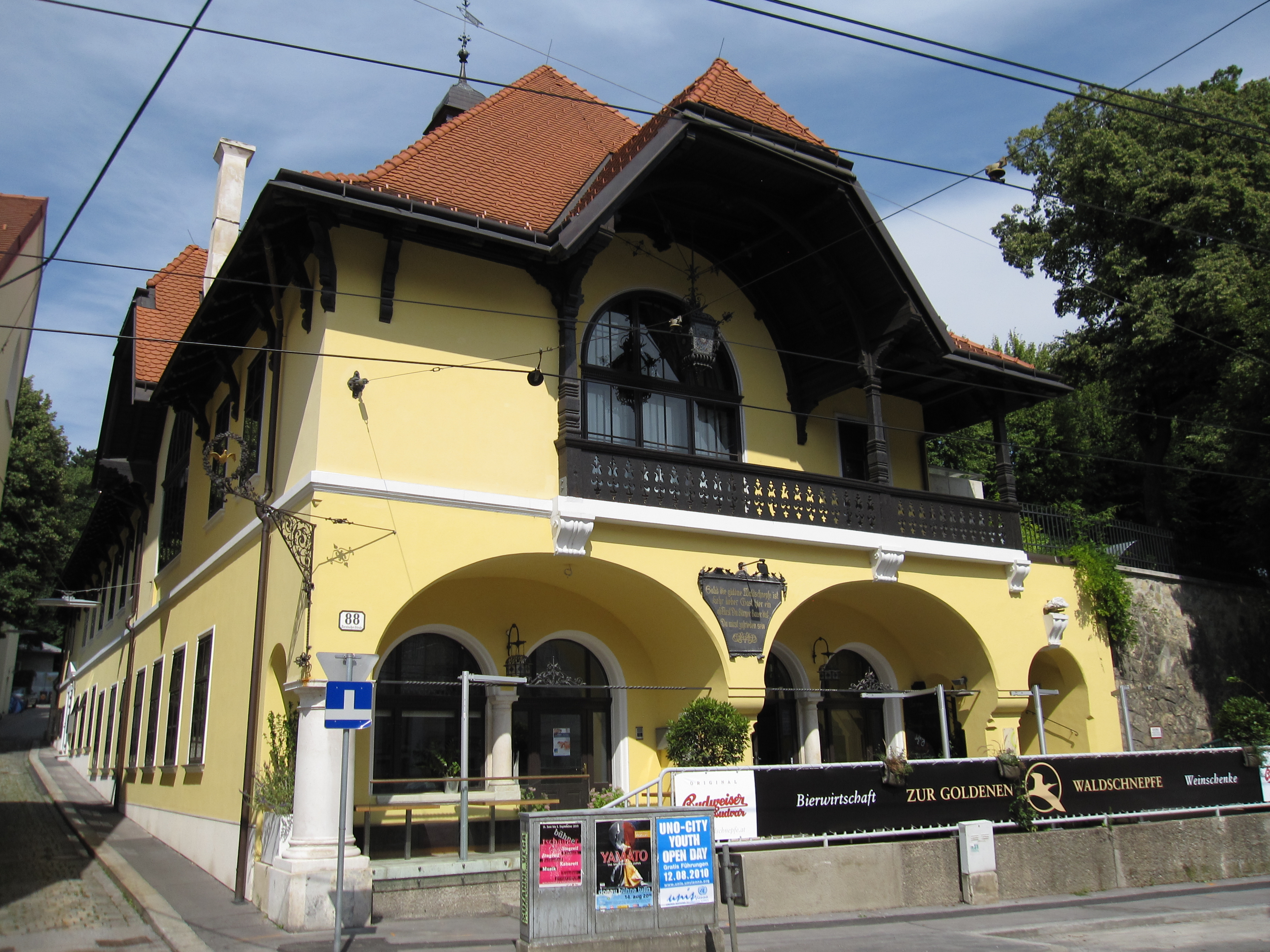
„Zur güldenen Waldschnepfe“ (Bauausführung); Entwurf: Dominik Avanzo und Paul Lange

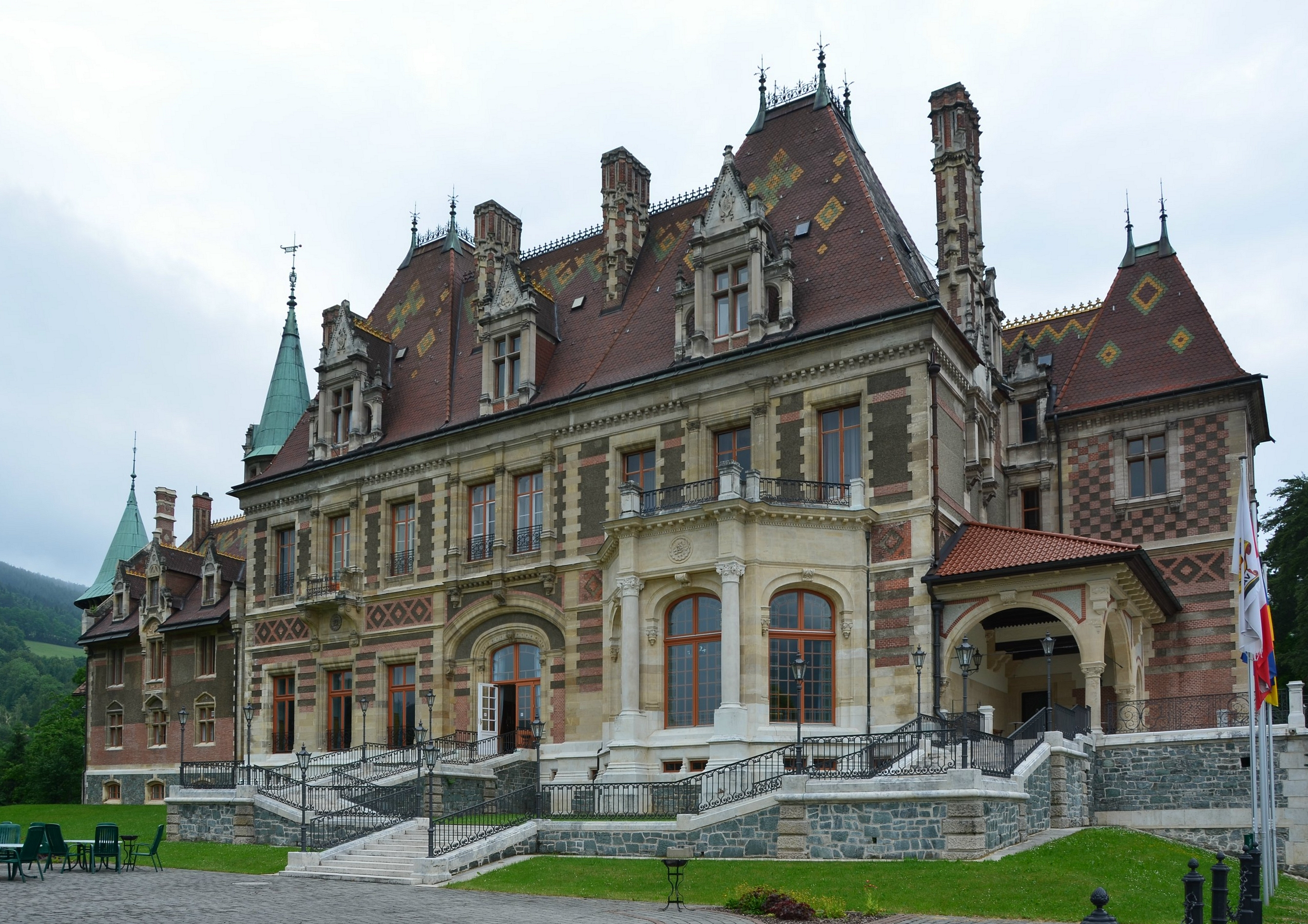
Schloss Rothschild / Hinterleiten, Reichenau an der Rax; Planung: Amand Louis Bauqué und Albert Emilio Pio

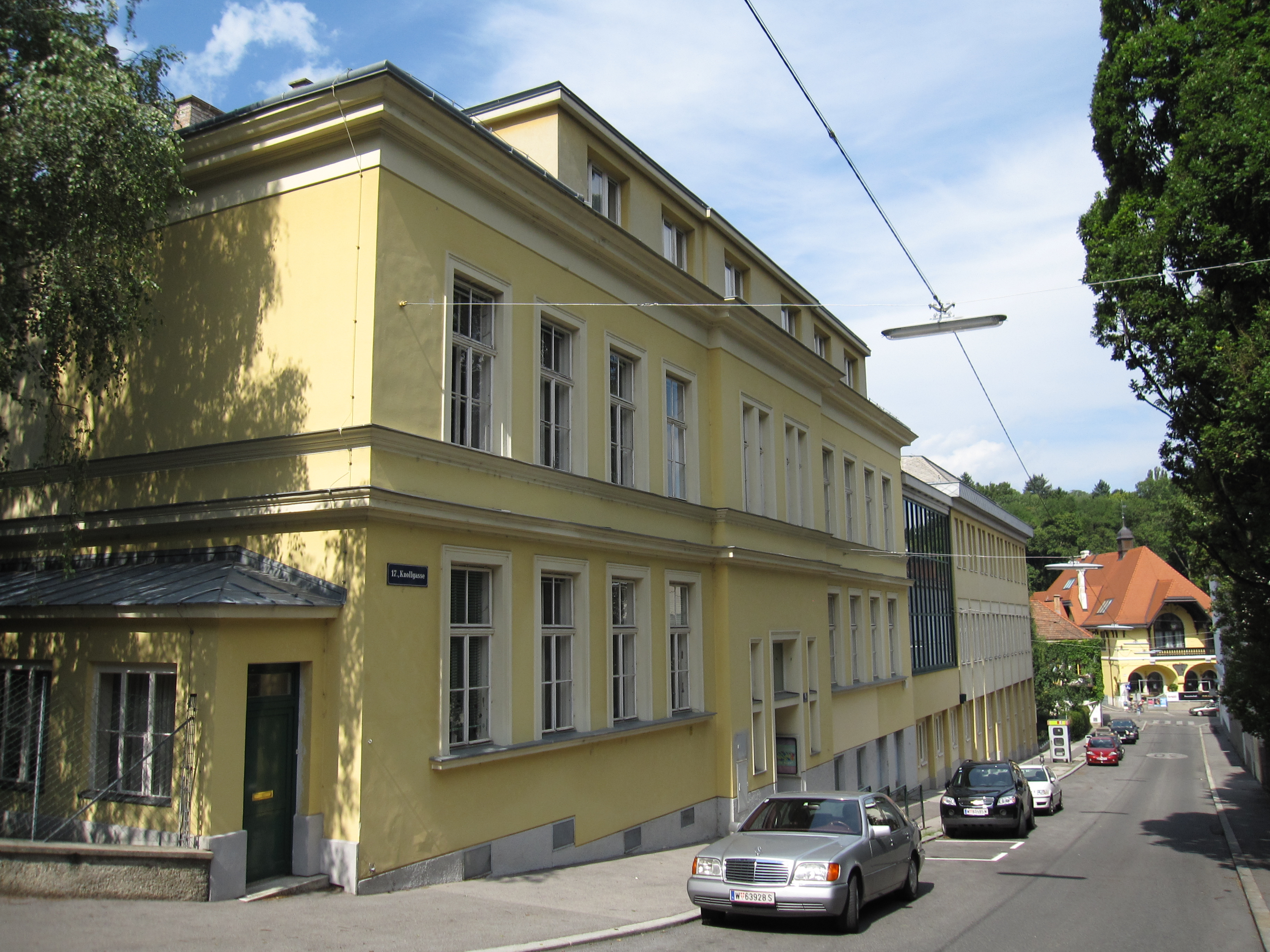
Volksschule Knollgasse 6, Dornbach

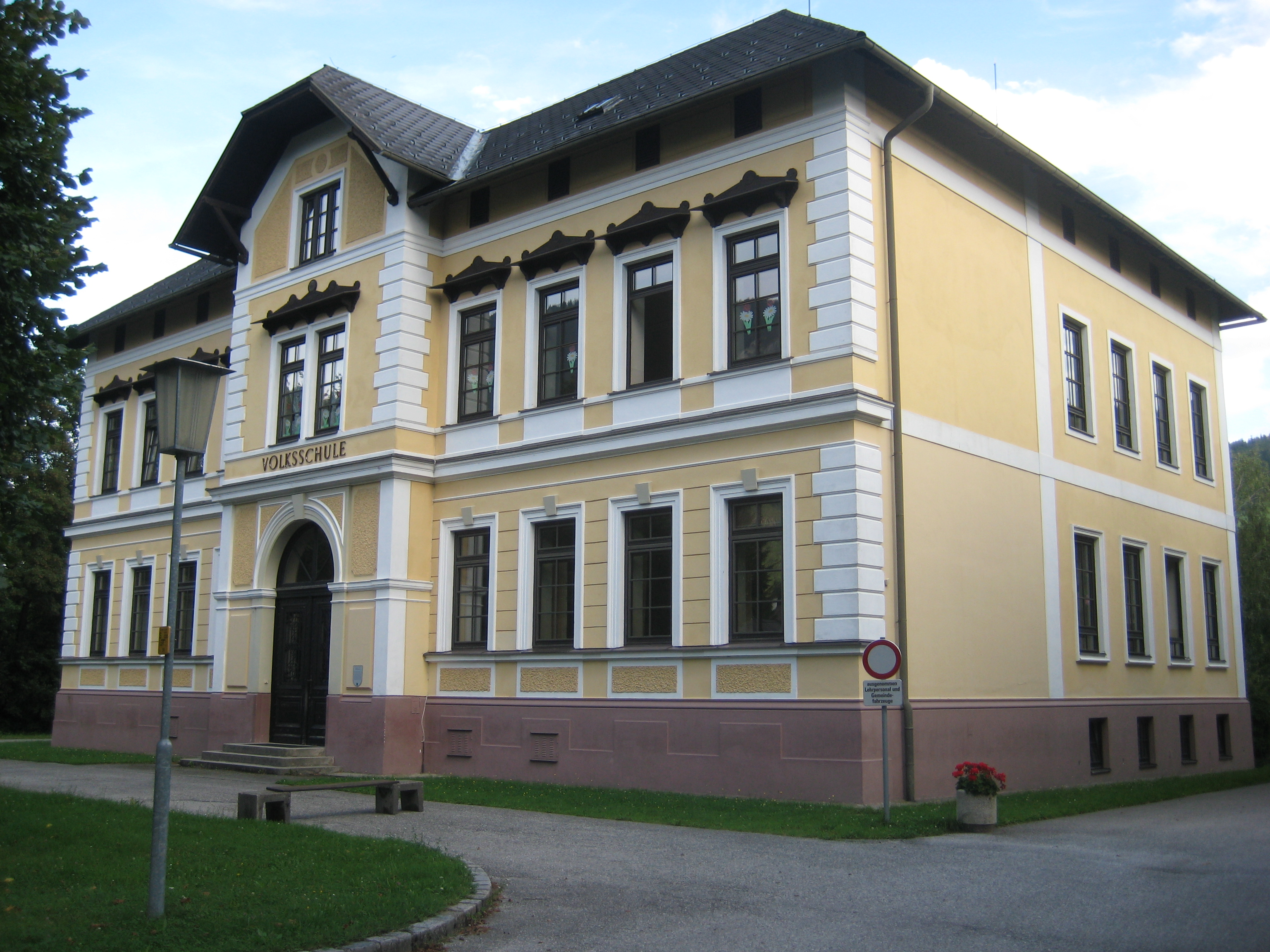
Volksschule Schulgasse 23, Reichenau an der Rax; Entwurf: Moritz und Carl Hinträger

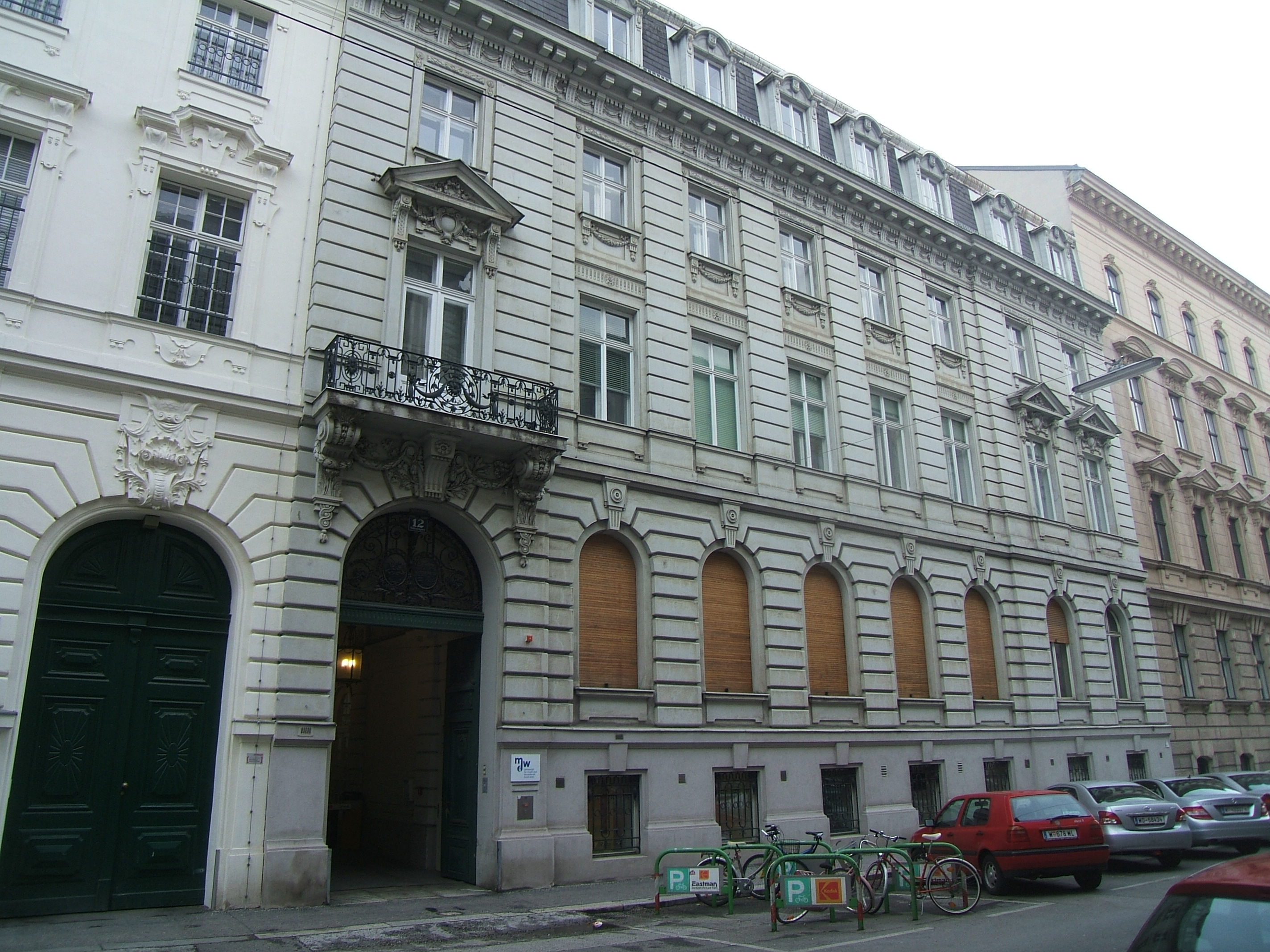
Palais Bourgoing (Bauausführung); Entwurf: Dominik Avanzo und Paul Lange

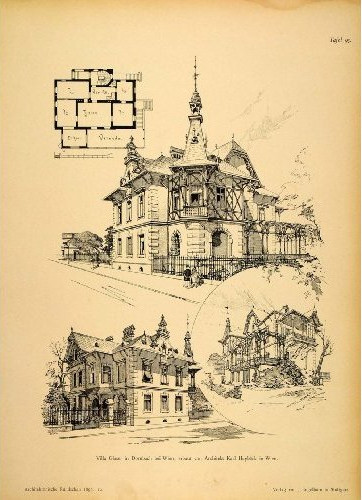
„Villa Glaser“, Dornbacher Straße 62, (Bauausführung); Entwurf: Karl Haybäck

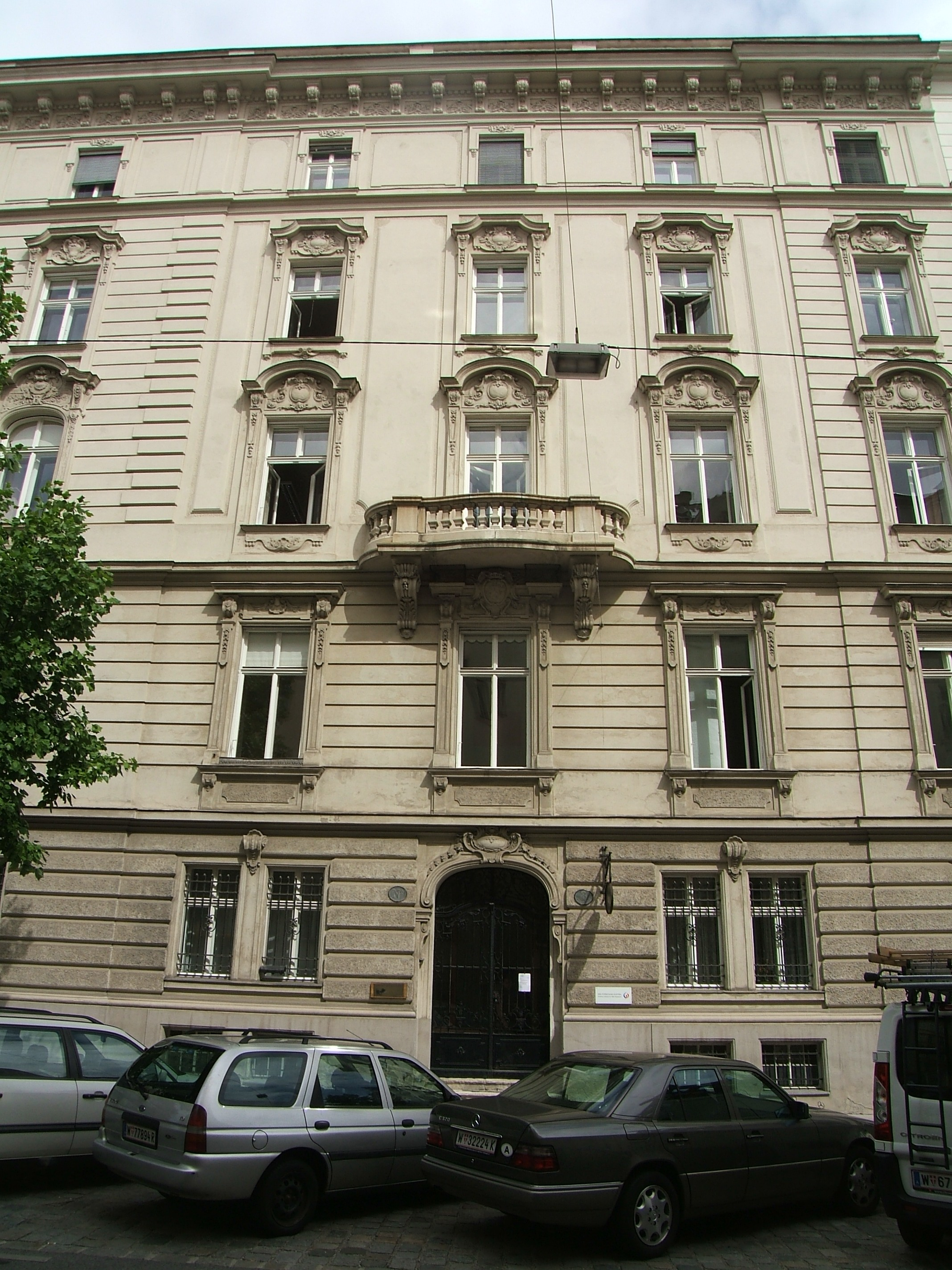
Palais Hoyos-Sprinzenstein (Bauausführungsanteil), Hoyosgasse 5–7 / Gußhausstraße 8; Entwurf: Amand Louis Bauqué und Albert Emilio Pio

Franz Glaser jun. und Heinrich Glaser waren die Söhne des Dornbacher Baumeisters und Bürgermeisters Franz Glaser sen., die aus der Ehe mit der früh verstorbenen Josefa Glaser, geb. Dengler († 1860), stammten. Beide wurden in Komorn geboren, wo der Vater während seiner Militärzeit als Fortifikationsmaurerpolier stationiert war.

### Franz Glaser jun.
Franz Glaser (* 28. November 1852, Komorn, Österreich-Ungarn; 15. Dezember 1934 in Wien), der ältere der beiden Brüder, war Architekt.
Er studierte von 1871 bis 1875 Architektur an der Akademie der bildenden Künste Wien bei Theophil Hansen. Von 1877 bis 1878 war er Mitglied der Wiener Bauhütte.
1883 erhielt er das Dispens zur Ehelichung seiner Cousine Maria, geborene Glaser (1864–1936). Aus der Ehe gingen sechs Kinder hervor, Maria Anna (1884–1909), Franz Xaver (1885–1931), Heinrich Anton (1888–1934), Anna (1893–1976); Ernst (1897–1968) und Emma (1902–1960). Heinrich Anton Glaser war Schlossermeister und stieg später als Diplom-Ingenieur ebenfalls in das Baugewerbe ein.
Franz Glaser ist neben seinem Vater nicht zu verwechseln mit dem gleichnamigen Stadtbaumeister (1864–1906) sowie dem ebenfalls gleichnamigen, 1887 geborenen Tischler aus Wien-Neubau.

### Heinrich Glaser
Der zweitgeborene Heinrich Glaser (* 12. April 1855 in Komorn, Österreich-Ungarn; † 1. April 1928 in Wien) war Architekt und Stadtbaumeister.
Er studierte von 1873 bis 1878 an der Technischen Hochschule Wien und im Anschluss bis 1880 ebenfalls bei Theophil Hansen an der Akademie der bildenden Künste Wien. Er war ebenfalls von 1877 bis 1878 Mitglied der Wiener Bauhütte. 1882 erhielt er die Baumeisterkonzession und wurde Mitglied der Bau- und Steinmetzmeister-Genossenschaft in Wien. Ferner war er ab 1897 Mitglied im Verein der Baumeister in Niederösterreich. Von ihm ist auch bekannt, dass er wie schon der Vater Mitglied der Gemeindevertretung in Dornbach bei Wien war.
1890 heiratete er Barbara Degel, verwitwete Fahnauer. Aus der Ehe mit ihr entstammten die Kinder Heinrich (1891–1966), Marianne (1894–1980) und Julius (1895–1974). Heinrich Glaser wurde Rechtsanwalt.

## Geschichte
Nachdem der verwitwete Vater Franz Glaser sen. 1861 das Militär verließ und sich in Dornbach bei Wien als Bauunternehmer und späterer Baumeister niedergelassen hatte, arbeiten auch beide Söhne nach ihrem Studium im väterlichen Büro mit. Der ältere Sohn Franz konnte im Auftrag seines Vaters sein erstes eigenes Gebäude 1877 in der Seidlgasse 33, Wien 3, verwirklichen, noch bevor Heinrich Glaser seine Studien beendet hatte.
1885 verstarb Vater Franz Glaser. Beide Söhne gründeten im Jahr darauf aus seinem Unternehmen die gemeinsame Firma Heinrich und Franz Glaser. Heinrich präsentierte die Firma stärker als sein älterer Bruder nach außen hin. Neben der Realisierung eigener Entwürfe gelang es den Brüdern, die guten Kontakte des Vaters, auch zum Wiener Zweig der Bankiersfamilie Rothschild, geschäftlich zu nutzen und auszubauen. Noch zu Lebzeiten des Vaters erhielten sie den Auftrag für die Bauausführung am Schloss Rothschild in Hinterleiten bei Reichenau an der Rax nach den Plänen der Architekten Amand Louis Bauqué und Albert Emilio Pio, die die Grundlage für weitere Bauausführungen nach Plänen von Bauqué und Pio bildete.
Die Villen in der Franz-Glaser-Gasse 8, 10 und 12 wurden vom Verein zur Erhaltung des Ortsbildes von Dornbach und Neuwaldegg, dessen Gründungsobmann Franz Glaser jun. 1882 war, als „Schutzzone“ deklariert.
Die „Villa Glaser“ in der Kreuzwiesengasse 19 (mehrere Villen der Familie wurden so bezeichnet) wurde im April 1928 von den Missionsschwestern „Königin der Apostel“ als Sitz der von Kardinal Friedrich Gustav Piffl genehmigten Kongregation erworben und erweitert.
Nach 1919 sind derzeit keine Bauten zugeordnet. Wie auch der Vater wurden Franz Glaser jun. und Heinrich Glaser auf dem Dornbacher Friedhof beigesetzt.

## Bauten
- 1883–1884: Bauausführung Ausflugslokal „Zur güldenen Waldschnepfe“, Dornbacher Straße 88, Wien 17 Ausführung (Entwurf: Dominik Avanzo und Paul Lange)
- 1884–1889: Bauausführung Schloss Rothschild / Hinterleiten, Reichenau an der Rax (Entwurf: Amand Louis Bauqué und Albert Emilio Pio)
- 1885: Anbau Wohnhaus Dornbacher Straße 70, Wien 70 (nochmals erweitert 1895 von H. &. F. Glaser)
- 1886: Miethaus, Kochgasse 19, Wien 8
- 1886: Volksschule, Knollgasse 6, Wien 17
- um 1887: Wohnhaus, Dornbacher Straße 70 Wien 17
- 1888: Villen Franz-Glaser-Gasse 10 und 12, Andergasse 21 und 23, Wien 17
- 1888: Wohnhaus, Andergasse 25, Wien 17
- 1888–1889: Bauausführung Volksschule, Schulgasse 23, Reichenau an der Rax (Entwurf: Moritz und Carl Hinträger)
- 1889: Adaption Wohnhaus, Dornbacher Straße 100, Wien 17 (erbaut 1870 von Franz Glaser sen.)
- 1890: Bauausführung Palais Bourgoing, Metternichgasse 12, Wien 3 (Entwurf: Amand Louis Bauqué und Albert Emilio Pio)
- 1891: Bauausführung Wohnhaus (ehemaliger Wohnsitz Heinrich Glasers), Rennweg 23 Wien 3, Ausführung (Entwurf: Amand Louis Bauqué und Albert Emilio Pio)
- 1892: Bauausführung „Villa Glaser“, Dornbacher Straße 62, Wien 17 (Entwurf: Karl Haybäck)
- 1895–1896: Bauausführung Palais Metternich-Sándor, Jacquingasse 39 / Fasangasse 24–26, Wien 3 (zerstört; Entwurf: Amand Louis Bauqué und Albert Emilio Pio)
- 1896: „Villa Glaser“ (Missionshaus der Schwestern „Königin der Aposteln“), Kreuzwiesengasse 19, Wien 17
- 1899: Bauausführungsanteil Palais Hoyos-Sprinzenstein, Hoyosgasse 5–7 / Gußhausstraße 8, Wien 4 (Entwurf: Amand Louis Bauqué und Albert Emilio Pio)
- 1902: Villa, Andergasse 50, Wien 17
- 1905: „Villa Kraus“, Amundsenstraße 10, Wien 17 (1919 nochmals umgebaut von H. & F. Glaser)
- 1905: Wohnhaus Hietzinger Hauptstraße 41 / Eitelbergergasse 26, Wien 13[4]